# Theni
Theni (o Teni, censita come Theni Allinagaram perché comprensiva della vicina cittadina di Allinagaram) è una suddivisione dell'India, classificata come municipality, di 85.424 abitanti, capoluogo del distretto di Theni, nello stato federato del Tamil Nadu. In base al numero di abitanti la città rientra nella classe II (da 50.000 a 99.999 persone).

## Geografia fisica
La città è situata a 10° 0' 0 N e 77° 28' 60 E e ha un'altitudine di 290 m s.l.m..

## Società

### Evoluzione demografica
Al censimento del 2001 la popolazione di Theni assommava a 85.424 persone, delle quali 43.302 maschi e 42.122 femmine. I bambini di età inferiore o uguale ai sei anni assommavano a 9.073, dei quali 4.548 maschi e 4.525 femmine. Infine, coloro che erano in grado di saper almeno leggere e scrivere erano 62.815, dei quali 34.588 maschi e 28.227 femmine.